# WABC (AM)
WABC는 미국 뉴욕주 뉴욕 시를 권역으로 하는 라디오 방송국이며 주파수는 770kHz, 출력은 50kW이다. 주로 뉴스 및 토크 방송을 하고 있다. 모기업은 Cumulus Media이며, 네트워크는 ABC 뉴스 라디오에 속해 있다.
1921년 10월 1일 뉴저지 뉴어크의 웨스팅 하우스 전기 공사에서 WJZ란 이름으로 첫 방송을 하였다. 첫 방송 당시 주파수는 833kHz였다가 1923년에 660kHz로 변경하였다. 현재의 주파수인 770kHz로 변경된 것은 1941년 때였다.
1927년 1월 1일에는 NBC 블루 네트워크의 계열로 들어가게 되었는데, 1942년 NBC 블루 네트워크가 '블루 네트워크(The Blue Network)'로 분리되었고, 1945년 6월 15일에 미국 방송 회사(ABC)로 변경되면서 여기에 속하게 되었다. 1953년 3월 1일에는 콜사인을 WABC로 변경하였다.

## 같이 보기
- 미국 방송 회사
- ABC 뉴스 라디오